# Sawieckaja Biełaruś
Sawieckaja Biełaruś (biał. Савецкая Беларусь) – dziennik ukazujący się w latach 1920–1933 na radzieckiej Białorusi jako organ KC KP(b)B. 

## Historia
Gazeta została założona przez KC Komunistycznej Partii (bolszewików) Litwy i Białorusi. Funkcjonowała kolejno jako organ rewkoma Litwy i Białorusi, CKW Białoruskiej SRR i rządu BSRR. Ukazywała się w Smoleńsku (od lutego do sierpnia 1920) i Mińsku (od sierpnia 1920 do marca 1933). Redaktorami dziennika byli kolejno: S. Bułat, Źmicier Żyłunowicz, Usiewaład Ihnatouski i M. Czarot. 
Jako dodatki do gazety ukazywały się m.in. „Radawaja ruń” (1924), „Czyrwonaja kraina” (1927).